# ويندهوك

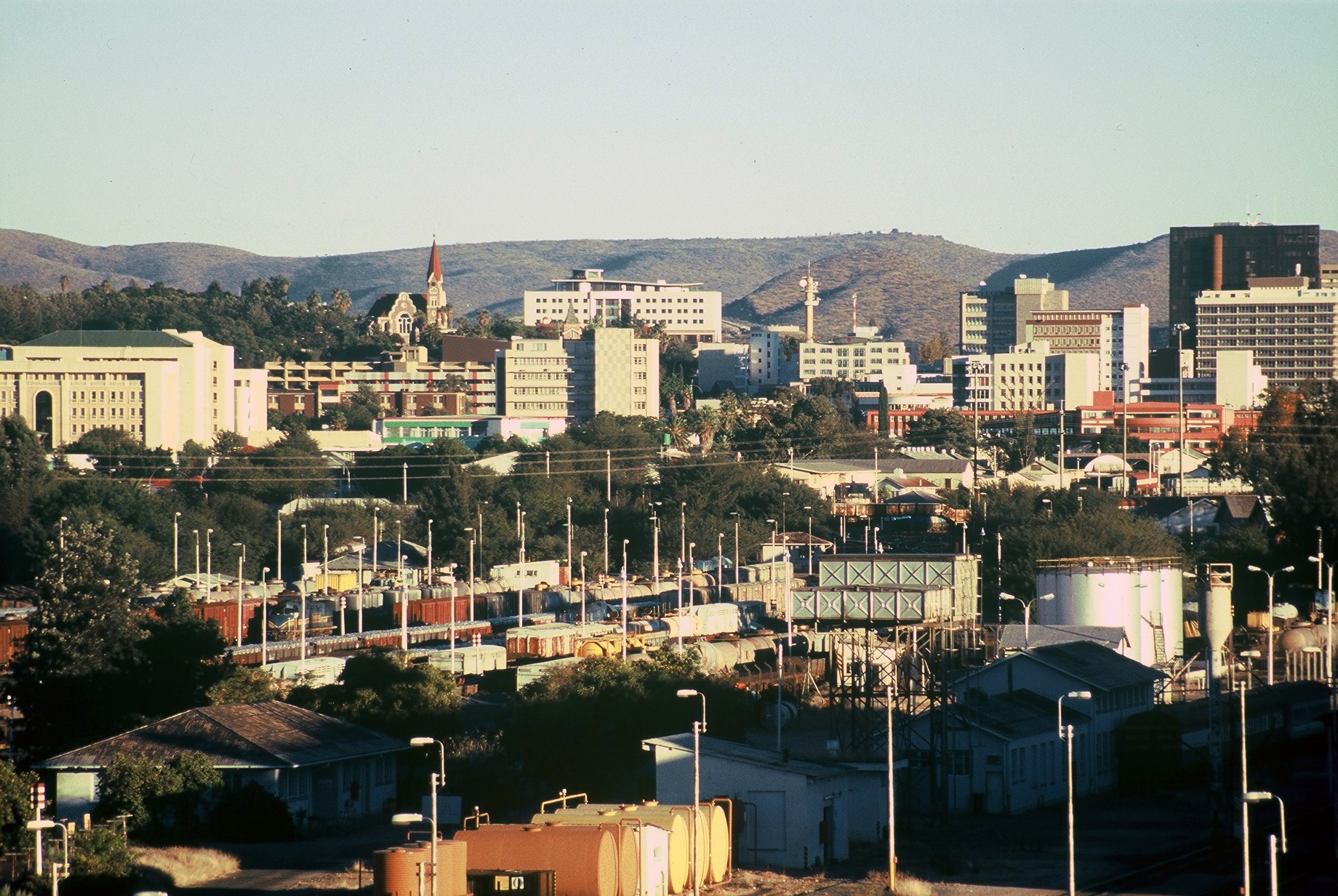
جانب من المدينة

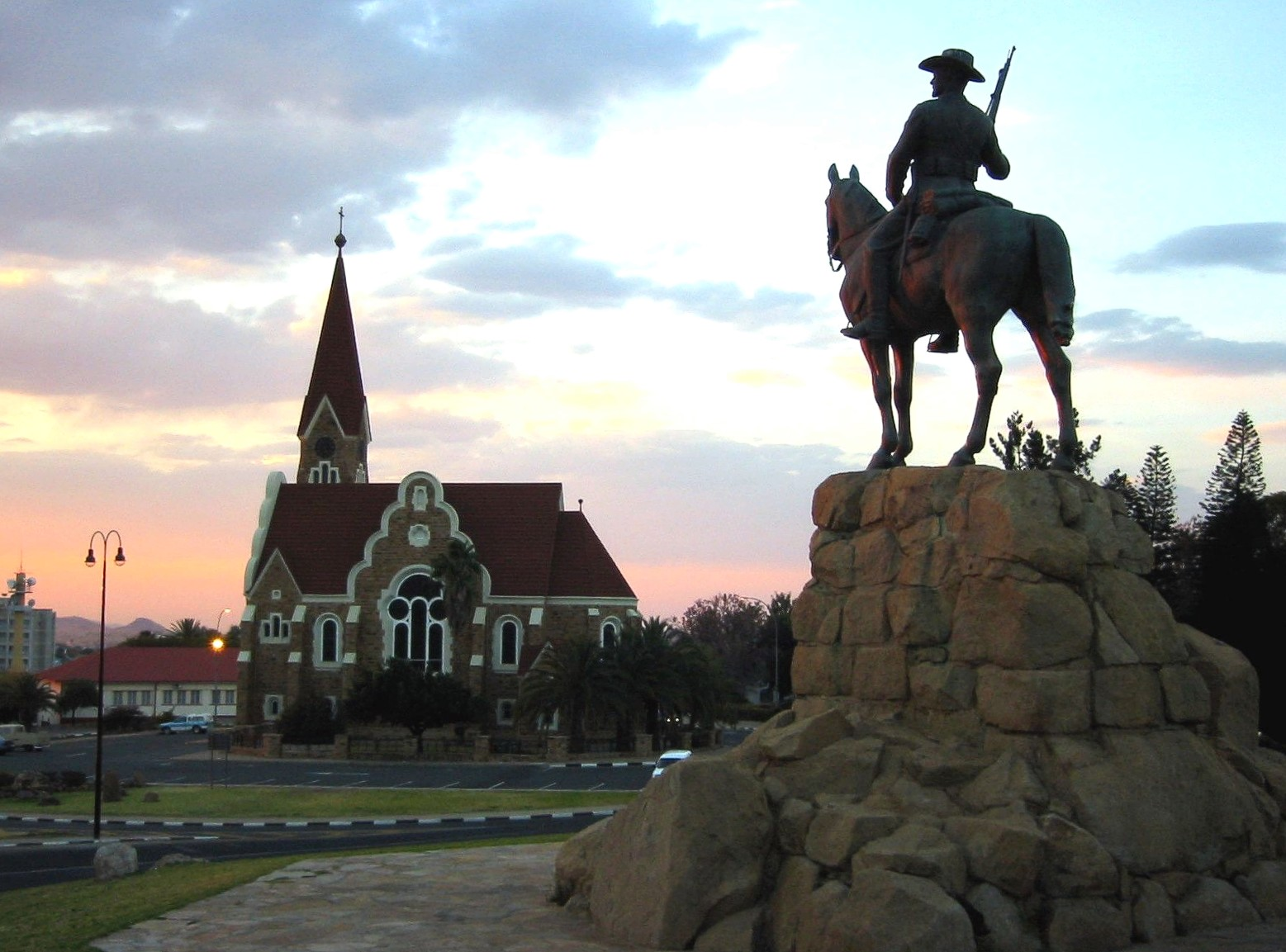
كنيسة قديمة ونصب تذكاري لرجل يمتطي جواده بناه الألمان إبان سيطرتهم على المدينة

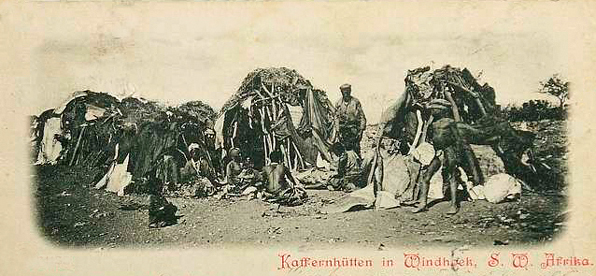
ويندهوك في نهاية 19 قرن

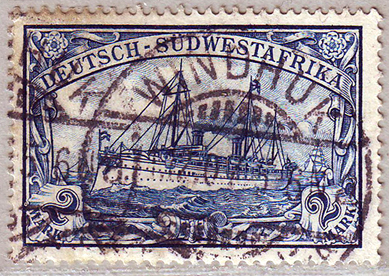
خاتم آخر إمبراطوري لأجل ألمانيا الغربية جنوب أفريقيا مع ختم البريد ويندهوك

ويندهوك (بالإنجليزية: Windhoek، بالألمانية: Windhuk، خويخوي: ǀAiǁgams، هيريرو: Otjomuise)‏ هي عاصمة جمهورية ناميبيا وأكبر مدنها. وهي تقع في وسط ناميبيا في منطقة هضبة مرتفعات خوماس، وترتفع حوالي 1,700 متر (5,600 قدم) فوق مستوى سطح البحر، وتقع تقريبا في المركز الجغرافي للبلاد بالضبط. بلغ عدد سكان ويندهوك 325,858 نسمة في عام 2011، والعدد في تزايد مستمر بسبب تدفق السكان من جميع أنحاء ناميبيا.
أسست البلدة في موقع نبع مائي المعروف لدى التجمعات الرعوية الأصلية. وتطورت بسرعة بعد استقر هناك رجل يدعى يونكر أفريكانر، وهو زعيم قبيلة أورلام، وذلك في عام 1840، وبنى كنيسة من الحجر لأفراد هذا التجمع. في العقود التالية، أدت الحروب العديدة والعداوات المسلحة إلى إهمال وتدمير المستوطنة الجديدة. وتأسست ويندهوك لمرة ثانية في عام 1890 من قبل الرائد في الجيش الإمبراطوري الألماني كورت فون فرانسوا، عندما أصبحت أراضي مستعمرة من قبل ألمانيا.
ويندهوك هي المركز الاجتماعي والاقتصادي والسياسي والثقافي للبلاد. تقع فيها أغلب المقرات الرئيسية للمؤسسات الوطنية والهيئات الحكومية والمؤسسات التعليمية والثقافية في ناميبيا منها كلية ويندهوك للتعليم في ضاحية خوماسدال.
يقع في المدينة مطار ويندهوك الدولي.

## المناخ
يظهر الجدول التالي التغييرات المناخية على مدار السنة لويندهوك:
| البيانات المناخية لـويندهوك                           | البيانات المناخية لـويندهوك | البيانات المناخية لـويندهوك | البيانات المناخية لـويندهوك | البيانات المناخية لـويندهوك | البيانات المناخية لـويندهوك | البيانات المناخية لـويندهوك | البيانات المناخية لـويندهوك | البيانات المناخية لـويندهوك | البيانات المناخية لـويندهوك | البيانات المناخية لـويندهوك | البيانات المناخية لـويندهوك | البيانات المناخية لـويندهوك | البيانات المناخية لـويندهوك |
| الشهر                                                 | يناير                       | فبراير                      | مارس                        | أبريل                       | مايو                        | يونيو                       | يوليو                       | أغسطس                       | سبتمبر                      | أكتوبر                      | نوفمبر                      | ديسمبر                      | المعدل السنوي               |
| ----------------------------------------------------- | --------------------------- | --------------------------- | --------------------------- | --------------------------- | --------------------------- | --------------------------- | --------------------------- | --------------------------- | --------------------------- | --------------------------- | --------------------------- | --------------------------- | --------------------------- |
| الدرجة القصوى °م (°ف)                                 | 36.0 (96.8)                 | 35.8 (96.4)                 | 34.9 (94.8)                 | 31.3 (88.3)                 | 31.8 (89.2)                 | 26.1 (79.0)                 | 25.7 (78.3)                 | 30.0 (86.0)                 | 33.2 (91.8)                 | 35.0 (95.0)                 | 36.5 (97.7)                 | 36.6 (97.9)                 | 36.6 (97.9)                 |
| متوسط درجة الحرارة الكبرى °م (°ف)                     | 30.0 (86.0)                 | 28.6 (83.5)                 | 27.2 (81.0)                 | 25.6 (78.1)                 | 22.7 (72.9)                 | 20.2 (68.4)                 | 20.5 (68.9)                 | 23.4 (74.1)                 | 26.5 (79.7)                 | 29.1 (84.4)                 | 29.6 (85.3)                 | 30.7 (87.3)                 | 26.2 (79.2)                 |
| المتوسط اليومي °م (°ف)                                | 23.3 (73.9)                 | 22.1 (71.8)                 | 21.0 (69.8)                 | 18.9 (66.0)                 | 15.8 (60.4)                 | 13.2 (55.8)                 | 13.1 (55.6)                 | 15.8 (60.4)                 | 19.3 (66.7)                 | 21.7 (71.1)                 | 22.5 (72.5)                 | 23.5 (74.3)                 | 19.2 (66.6)                 |
| متوسط درجة الحرارة الصغرى °م (°ف)                     | 17.2 (63.0)                 | 16.5 (61.7)                 | 15.4 (59.7)                 | 12.8 (55.0)                 | 9.2 (48.6)                  | 6.7 (44.1)                  | 6.3 (43.3)                  | 8.6 (47.5)                  | 11.9 (53.4)                 | 14.6 (58.3)                 | 15.6 (60.1)                 | 16.9 (62.4)                 | 12.6 (54.7)                 |
| أدنى درجة حرارة °م (°ف)                               | 7.5 (45.5)                  | 6.8 (44.2)                  | 3.7 (38.7)                  | 2.4 (36.3)                  | −1.6 (29.1)                 | −2.8 (27.0)                 | −2.6 (27.3)                 | −3.9 (25.0)                 | −1.1 (30.0)                 | 1.6 (34.9)                  | 0.4 (32.7)                  | 3.3 (37.9)                  | −3.9 (25.0)                 |
| الهطول مم (إنش)                                       | 78.1 (3.07)                 | 80.3 (3.16)                 | 78.7 (3.10)                 | 37.7 (1.48)                 | 6.6 (0.26)                  | 1.2 (0.05)                  | 0.7 (0.03)                  | 0.9 (0.04)                  | 2.8 (0.11)                  | 11.8 (0.46)                 | 26.9 (1.06)                 | 41.7 (1.64)                 | 367.4 (14.46)               |
| متوسط أيام هطول الأمطار (≥ 0.1 mm)                    | 11.1                        | 10.7                        | 10.5                        | 5.5                         | 1.9                         | 0.7                         | 0.5                         | 0.3                         | 0.9                         | 2.8                         | 5.3                         | 7.5                         | 57.7                        |
| متوسط الرطوبة النسبية (%)                             | 42                          | 56                          | 51                          | 44                          | 37                          | 32                          | 27                          | 19                          | 17                          | 22                          | 30                          | 34                          | 34                          |
| ساعات سطوع الشمس الشهرية                              | 288                         | 254                         | 282                         | 273                         | 310                         | 309                         | 326                         | 341                         | 321                         | 319                         | 297                         | 285                         | 3٬605                       |
| المصدر #1: الأرصاد الجوية الألمانية                   |                             |                             |                             |                             |                             |                             |                             |                             |                             |                             |                             |                             |                             |
| المصدر #2: Danish Meteorological Institute (sun only) |                             |                             |                             |                             |                             |                             |                             |                             |                             |                             |                             |                             |                             |

## توأمة
لويندهوك اتفاقيات توأمة مع كل من:
- برلين (6 يوليو 2000 - )
- شانغهاي (1995 - )
- ريتشموند
- فتسلار
- تروسينغن
- بريمن
- دوالا
- هراري
- غابورون
- هافانا
- فانتا
- برازافيل
- أوتجيوارونغو

## أعلام
- فرانكلين أبريل
- فرانك فريدركس
- أوليفر ريسر
- ثيو بن غوريراب
- كولين بنجامين
- جاك برغر